# 武当菝葜
武当菝葜（学名：Smilax outanscianensis）为百合科菝葜属下的一个种。

## 扩展阅读
- 維基物種上的相關：武当菝葜